# Danilo Siqueira
Danilo Fuzaro Siqueira (Uberaba, 10 de janeiro de 1994) é um jogador brasileiro de basquetebol. Atualmente defende o Associação Bauru Basketball Team.

## Início
Danilo começou a jogar basquete com a sua família em Uberaba, por influência do irmão mais velho. Em 2007, foi com seus irmãos para Uberlândia, participar de uma peneira. Aprovado, ficou junto com os irmãos na cidade, entrando do time sub-13. Danilo passou por mais algumas categorias até se mudar para a Itália, onde atuaria pelo Ruvo di Puglia. Na Itália, jogou a Série C2 e os torneiros de base. Problemas fora de quadra, como a falta de pagamento, motivaram o ala a retornar ao Brasil em 2012, quando assinou com o Minas.

## Carreira

### Minas (2012–2017)
Siqueira assinou pelo Minas em 2012. Na sua primeira temporada no NBB, participou de 17 jogos pelo time principal do Minas, tendo média de 7,5 minutos por jogo. Participou do Torneio de Enterradas do Jogo das Estrelas, terminando em segundo lugar. Na temporada 2013–14, foi destaque do time sub-22 do Minas que foi vice-campeão da Liga de Desenvolvimento de Basquete.
No NBB 2013–14, Danilo assumiu um papel maior na rotação do Minas, jogando quase 20 minutos por jogo. Na temporada seguinte, teve aproximademente o mesmo tempo de quadra, mas evoluiu nos fundamentos e no aproveitamento de arremessos. A boa temporada levou o ala a concorrer aos prêmios Destaque Jovem e Jogador Que Mais Evoluiu do NBB 2014–15.
Na temporada 2015–16, ainda disputando a LDB, foi mais uma vez vice-campeão, marcando mais de 20 pontos nos dois jogos do Final Four. Na equipe principal, Danilo se tornou titular do Minas no NBB 2015–16.

## Seleção brasileira
Em 2015, Danilo foi convocado para disputar suas duas primeiras competições pela Seleção Brasileira de Basquetebol Masculino, a Copa Tuto Marchand e a Copa América.

## Estatísticas
| † | Temporadas em que Danilo Siqueira foi campeão |

### Torneios nacionais

#### LEB Oro
Temporada Regular
| Ano        | Equipe  | PJ | MPJ  | 2P%  | 3P%  | LL%  | RT  | AS  | BR | TO | PPJ |
| ---------- | ------- | -- | ---- | ---- | ---- | ---- | --- | --- | -- | -- | --- |
| 2017–1811† | Breogán | 29 | 16.6 | .574 | .286 | .810 | 1.8 | 1.0 | .7 | .3 | 6.4 |

Copa Princesa de Asturias
| Ano     | Equipe  | PJ | MPJ  | 2P%  | 3P%  | LL%   | RT | AS | BR  | TO  | PPJ |
| ------- | ------- | -- | ---- | ---- | ---- | ----- | -- | -- | --- | --- | --- |
| 201811† | Breogán | 1  | 12.0 | .500 | .000 | 1.000 | .0 | .0 | 1.0 | 1.0 | 3.0 |

#### NBB
Temporada Regular
| Ano      | Equipe   | PJ  | MPJ  | 2P%  | 3P%  | LL%   | RT  | AS  | BR  | TO | PPJ  |
| -------- | -------- | --- | ---- | ---- | ---- | ----- | --- | --- | --- | -- | ---- |
| 2012–13  | Minas    | 17  | 7.5  | .714 | .286 | 1.000 | .4  | .3  | .5  | .2 | 2.4  |
| 2013–14  | Minas    | 32  | 19.8 | .520 | .298 | .811  | 1.3 | 1.1 | .5  | .2 | 6.0  |
| 2014–15  | Minas    | 28  | 18.8 | .543 | .400 | .794  | 1.9 | 1.7 | .8  | .3 | 7.3  |
| 2015–16  | Minas    | 26  | 25.9 | .522 | .310 | .792  | 1.9 | 2.9 | 1.1 | .5 | 9.8  |
| 2016–17  | Minas    | 28  | 29.3 | .538 | .368 | .793  | 2.4 | 2.4 | 1.2 | .4 | 13.1 |
| Carreira | Carreira | 131 | 21.2 | .539 | .343 | .799  | 1.7 | 1.8 | .8  | .3 | 8.1  |

Playoffs
| Ano      | Equipe   | PJ | MPJ  | 2P%  | 3P%  | LL%  | RT  | AS  | BR  | TO | PPJ  |
| -------- | -------- | -- | ---- | ---- | ---- | ---- | --- | --- | --- | -- | ---- |
| 2013     | Minas    | 4  | 6.5  | .429 | .000 | .000 | .3  | .5  | .5  | .0 | 1.5  |
| 2015     | Minas    | 4  | 30.0 | .655 | .462 | .710 | 2.3 | 3.3 | 2.3 | .5 | 19.5 |
| 2016     | Minas    | 5  | 30.4 | .409 | .100 | .474 | 2.0 | 2.8 | .6  | .6 | 9.6  |
| Carreira | Carreira | 13 | 22.9 | .500 | .292 | .620 | 1.5 | 2.2 | 1.1 | .4 | 10.2 |

### Seleção Brasileira
| Ano  | Torneio      | PJ | MPJ  | 2P%  | 3P%  | LL%  | RT  | AS | BR | TO | PPJ |
| ---- | ------------ | -- | ---- | ---- | ---- | ---- | --- | -- | -- | -- | --- |
| 2017 | Copa América | 3  | 10.0 | .000 | .000 | .700 | 1.3 | .3 | .0 | .0 | 2.3 |